# Асадулаев, Хизри Газиевич
Хизри Газиевич Асадулаев (кар. Асадула Гъазив Хизри) — основоположник современной каратинской литературы, Народный художник Чеченской Республики (Указ Главы №141, от 14.09.2018г.) и Республики Дагестан (Указ Главы № 80, от 13.09.2019г ) и , лауреат государственной премии Дагестана имени Расула Гамзатова за сборник стихов «Эхо корней» за 2023 год (Указ Главы № 144, от 18.07.2023г). Художник, скульптор, поэт, переводчик, музыкант и общественный деятель. Член Белорусского союза художников; союза писателей России, союза писателей Беларуси, Белорусского союза музыкальных деятелей, председатель Правления Международного общественного объединения «Горо», член правления Белорусского фонда мира, член Общественной Палаты Союзного государства Беларуси и России созыва 2020-2025гг.; Координационного совета руководителей общественных организаций российских соотечественников при Посольстве РФ в РБ;  Консультативного межэтнического совета при Уполномоченном по делам религий и национальностей Совета Министров Республики Беларусь.

## Биография
Родился 1 апреля 1956 года в селе Карата Ахвахского района Дагестанской АССР. По национальности каратинец. Учился в Дагестанское художественное училище им. М. А. Джемала, Орловское художественное училище им. Г. Г. Мясоедова.
С 1977 по 1979 год проходил службу в Советской Армии. В 1981 году переехал в Минск.
С 1982 года участвовал в белорусских республиканских выставках в Минске, с 1986 по 1991 годы — во Всесоюзных художественных выставках в Москве. Персональные выставки состоялись: в Минске — в 2010, 2011, 2012 и 2016 годах; Москве — в 2013 году; в Махачкале — 2014, 2016 году. Победитель международных (2012 и 2019) и белорусского республиканского (2020) конкурсов на «лучший эскизный проект памятника».
Состоит в Белорусском союзе художников, Союзе писателей Беларуси, Союзе писателей России и Белорусском союзе музыкальных деятелей.
Художественные работы хранятся в музеях и частных коллекциях во многих странах мира, в частности, Москвы, Минска и др. Среди них особое место занимает графический портрет князя Лобанова-Ростовского Н. Д. с Оксаной Карнович под названием «Диалог двух эпох» (Дом русского зарубежья).
Памятники, работы Х.Асадулаева, установлены: Москва (Герою России генералу Максимчуку В. М., руководившему тушением пожара на Чернобыльской АЭС в мае 1986 года); Дагестан, селение Карата (Герою Советского Союза Абдулманапову М.-З.); Санкт-Петербург, Синявские высоты (дагестанцам-защитникам Ленинграда в ВОВ); селение Ботлих, Дагестан («Памятник доблести солдата-победителя, воина-интернационалиста и отваге народного ополчения в борьбе с международным терроризмом»); Минск: «Аллея славы, гордости и памяти» в Академии МВД РБ; Герою Советского Союза Иону Солтысу на улице, носящей его имя; генерал-майору Гундарю А. А.; г. Столин (заслуженному врачу Романович А. С.) г. Светлогорск (Герою Социалистического Труда Кижнеровой З. И.); Дагестан, селение Курах, музей (бюст Героя Российской Федерации Батманова З. Л.)
Мемориальные доски с барельефами. г. Москва: Герою Советского Союза, космонавту Манакову Г. М., генерал-полковнику Мерецкову В. К., генерал-майору Лагошину В. В.; г. Минск: (на одноимённых улицах) дважды Герою Советского Союза, маршалу Советского Союза Тимошенко С. К.; Рафиеву Н-О. и Малышеву Ф. А.- проспект Победителей; академику Степаненко А. В.- институт физики АН РБ; г. Махачкал, Дагестан — члену РСДРП 1904 года, Народному комиссару Труда ДАССР Атаеву Д. А.; .
Автор стихов на родном каратинском языке. Произведения вошли в антологию поэзии народов России и антологию детской литературы народов России. Среди изданных сборников: «Нигlмат. Благость» — на каратинском; «Горо» — на каратинском и белорусском (в переводе народного поэта Беларуси Рыгора Бородулина) языках; «Проблески таинства» и «Эхо корней»— на русском в переводе Анатолия Аврутина (Минск); Помимо русского и белорусского стихи Асадулаева переведены и на: аварский, арабский, ногайский, турецкий.
Впервые на каратинский язык переведены Асадулаевым произведения русской классики: А.Пушкина, Ф.Тютчева, М.Лермонтова, Н.Некрасова, С.Есенина, белорусской: Ф.Скорины, Я.Купалы, Я.Коласа, Р.Бородулина и зарубежной: О.Хайама, И.Гёте, Ф.Шиллера,  Д.Китса. Переводы вошли в сборники стихов «Горо» и «Нигlмат».
Асадулаев известен как автор песен, в том числе им выпущены альбомы «Лирика суровых гор» и «Майский аромат». Снимался в художественном фильме «Человек, который брал интервью» (1986) киностудии «Беларусьфильм» в эпизодической роли душмана.
Лауреат Белорусских республиканских фестивалей национальных культур в Гродно в номинациях «Поэзия» и «Вокал» 2006, 2008, 2010, 2012 и 2014 годов.
Делегат Всемирных конгрессов россиян зарубежья (2006, 2009, 2012, 2015, 2018 и 2021 годов), Всемирных тематических конференций россиян зарубежья (2003, 2007, 2008, 2010) и Всемирной конференции «Российские соотечественники зарубежья, внесшие вклад в мировую культуру» (2013 года).
Председатель Правления Международного общественного объединения «Горо».
Член координационного совета руководителей белорусских общественных объединений российских соотечественников при Посольстве России в Беларуси.
Член межэтнического консультативного совета при Уполномоченном по делам религий и национальностей Республики Беларусь.

## Награды
- Народный художник Республики Дагестан (13 сентября 2019)
- Народный художник Чеченской Республики (14 сентября 2018) — за создание произведений искусства, получивших общественное признание высокие профессионализм и многолетний добросовестный труд[3]
- Заслуженный художник Республики Дагестан (от 23.03.2016);
- Государственная награда Республики Беларусь — медаль Франциска Скорины (от 05.09.2016);
- Золотая медаль Российского фонда мира (от 31.03.2016 г.);
- Почётный знак Россотрудничества «За дружбу и сотрудничество» (от 12.04.2016 г.);
- Почётный знак Министерства по национальной политике Республики Дагестан «За укрепление межнационального мира и согласия» (от 21.03.2016);
- Медаль Союза писателей Беларуси «За вялікi ўклад у літаратуру» (от 28.03.2016);
- Юбилейная медаль «70 лет Победы в Великой Отечественной войне. 1941—1945 гг» (от 09.05.2015 г.);
- Юбилейная медаль Министерства обороны Российской Федерации «В память 25-летия выполнения боевой задачи и вывода Советских войск из Афганистана» (от 27.03.2016);
- Медаль «За любовь и верность» в честь святых Петра и Февронии Российской Федерации (от 08 июля 2016 г.);
- Почётная грамота ГУВД г. Москвы (25.05.1978);
- Благодарность Народного Собрания Республики Дагестан (20.06.2009);
- Почётная грамота Правительства Москвы «Московский Дом соотечественника» (от 04.04.2016);
- Почётная грамота Уполномоченного по делам религий и национальностей Республики Беларусь (от 28.06.2006);
- Почётная грамота Уполномоченного по делам религий и национальностей Республики Беларусь (от 18.03.2016).
- Почётная грамота Правительственной комиссии по делам соотечественников за рубежом Министерства иностранных дел Российской Федерации. (12.10. 2017)[4]
- Нагрудный памятный знак «Установа адукацыi» Академии Министерства внутренних дел Республики Беларусь (16.05.2018)
- Медаль Союза писателей Беларуси "Максим Богданович" (от 22.04.2019 г.)
- Юбилейная медаль "75 год вызвалення Беларусi ад нямецка-фашысцкiх захопнiкау" (3.07.2019)
- Медаль "За общественное служение Союзному государству" (20.12.2019)
- Юбилейная медаль «75 год Перамогi ў Вялiкай Айчыннай Вайне 1941-1945 гадоў»  (9.05.2020)
- Орден "Честь и гордость Дагестана" (09.09.2020)
- Почётная грамота Уполномоченного по делам религий и национальностей Республики Беларусь (31.03.2021)
- Медаль Жукова ()09.05.2021)
- Нагрудный знак "100 лет Институту экспериментальной ветеринарии им. С.Н.Вышелесского" (15.09.2022)
- Почетная грамота Российской Академии Естественных Наук (08.11.2022)
- Юбилейная медаль "625 лет Появления ислама на землях Беларуси" (20.11.2022)
- Государственная премия Республики Дагестан имени Расула Гамзатова за 2023 год за сборник стихов «Эхо корней» (18.07.2023)
- Медаль Белорусского фонда мира "Заслуженный миротворец" (21.06.2024)
- Медаль "80 год вызвалення Беларусi ад нямецка-фашысцкiх захопнiкаў" (17.09.2024)
- Почетный знак "225 лет имаму Шамилю" (29.10.2024)
- Диплом 2-й степени в номинации "Скульптура" в Республиканском художественном конкурсе VIVA COLA ART-2024 (30.11.2024)
- Специальный приз 2-й степени в номинации "Теннис" в Республиканском художественном конкурсе VIVA COLA ART-2024 (30.11.2024)
- Благодарность Администрации г.Избербаш, Дагестан. (04.04.2025)
- Медаль "80 лет Победы в Великой Отечественной войне 1941-1945 годов" (03.07.2025)